# Radim Koloušek
Radim Koloušek (* 9. prosince 1941 Praha) je bývalý český lyžař.

## Lyžařská kariéra
Na IX. ZOH v Innsbrucku 1964 reprezentoval Československo v alpském lyžování. V obřím slalomu skončil na 55. místě, ve sjezdu na 39. místě a ve slalomu vypadl v 1. kole. V roce 1965 dosáhl v Cervinii rychlosti 171,591 km/hod.